# Rhipsalis mesembryanthemoides
Rhipsalis mesembryanthemoides ist eine Pflanzenart in der Gattung Rhipsalis aus der Familie der Kakteengewächse (Cactaceae). Das Artepitheton mesembryanthemoides leitet sich vom griechischen Wort -oides für ‚ähnlich‘ sowie der Gattung ‚Mesembryanthemum‘ ab.

## Beschreibung
Rhipsalis mesembryanthemoides wächst epiphytisch mit anfangs aufrechten, später hängenden, mesotonisch verzweigten, deutlich zweigestaltigen  Trieben. Die zylindrischen, verholzenden Haupttriebe sind 10 bis 20 Zentimeter lang und messen 1 bis 2 Millimeter im Durchmesser. Die ebenfalls zylindrischen, grünen Seitentriebe sind kurz, drehrund sowie 7 bis 15 Millimeter lang und weisen einen Durchmesser von 2 bis 4 Millimeter auf. Die Areolen sind mit einigen feinen Borsten besetzt.
Die weißen Blüten erscheinen seitlich an den Trieben. Sie sind 8 Millimeter lang und erreichen einen Durchmesser von 15 Millimeter. Die kugelförmigen Früchte sind weiß. An ihnen haftet ein ausdauernder Blütenrest.

## Verbreitung, Systematik und Gefährdung
Rhipsalis mesembryanthemoides ist im brasilianischen Bundesstaat Rio de Janeiro verbreitet.
Die Erstbeschreibung erfolgte 1821 durch Adrian Hardy Haworth.
In der Roten Liste gefährdeter Arten der IUCN wird die Art als „Critically Endangered (CR)“, d. h. als vom Aussterben bedroht geführt.

## Nachweise